# Sofo Line
 (juillet 2024).
Sofo Line est une banlieue de Kumasi. Kumasi est la capitale régionale de la région Ashanti au Ghana. C'est à la fois une zone résidentielle et industrielle de l' Assemblée métropolitaine de Kumasi. Sofo Line est située à environ 5 kilomètres au nord du centre de la capitale régionale.

## Points d'intérêts
Prempeh College, une école de deuxième cycle non mixte, se trouve dans la ville. Il s'agit d'une école missionnaire relevant à la fois de l'Église méthodiste du Ghana et de l'Église presbytérienne du Ghana.